# Taça de Portugal 1940-1941
La Taça de Portugal 1940-1941 fu la terza edizione della Coppa di Portogallo. Lo Sporting Lisbona vinse il suo primo trofeo di coppa nazionale sconfiggendo nella finale del 22 giugno 1941 i concittadini del Belenenses.

## Partecipanti
- Algarve:  Olhanense
- Braga:  Vitória Guimarães
- Castelo Branco:  Covilhã
- Coimbra:  Académica
- Lisbona:  Benfica,  Sporting Lisbona,  Belenenses,  Unidos,  Operário Lisbona
- Madera:  União Madeira
- Porto:  Porto,  Boavista,  Leça
- Setúbal:  Barreirense,  Seixal

## Primo Turno
|                   | Risultato |                  | Andata | Ritorno |  |
| ----------------- | --------- | ---------------- | ------ | ------- |  |
| Vitória Guimarães | 6 - 1     | Barreirense      | 0 - 0  | 6 - 1   |  |
| Unidos            | 14 - 3    | Operário Lisbona | 7 - 1  | 7 - 2   |  |
| Sporting Lisbona  | 7 - 2     | Seixal           | 3 - 1  | 4 - 1   |  |
| Porto             | 8 - 3     | Olhanense        | 3 - 1  | 5 - 2   |  |
| Benfica           | 13 - 0    | Covilhã          | 5 - 0  | 8 - 0   |  |
| Belenenses        | 15 - 1    | Boavista         | 7 - 1  | 8 - 0   |  |
| Académica         | 11 - 4    | Leça             | 2 - 2  | 9 - 2   |  |

## Quarti di finale
|                  | Risultato |                   | Andata | Ritorno |  |
| ---------------- | --------- | ----------------- | ------ | ------- |  |
| Unidos           | 5 - 0     | União Madeira     | 3 - 0  | 2 - 0   |  |
| Sporting Lisbona | 16 - 2    | Vitória Guimarães | 12 - 0 | 4 - 2   |  |
| Porto            | 4 - 5     | Benfica           | 4 - 3  | 0 - 2   |  |
| Belenenses       | 7 - 1     | Académica         | 5 - 1  | 2 - 0   |  |

## Semifinali
|                  | Risultato |         | Andata | Ritorno | Spareggio |  |
| ---------------- | --------- | ------- | ------ | ------- | --------- |  |
| Sporting Lisbona | 11 - 2    | Unidos  | 8 - 1  | 3 - 1   |           |  |
| Belenenses       | 2 - 2     | Benfica | 0 - 1  | 2 - 1   | 3 - 2     |  |

## Finale
| Arbitro: | Álvaro Santos (Coimbra) |

|              |           |                                 |
| Gilberto 53’ | Marcatori | 36’, 48’, 52’ Cruz 79’ Peyroteo |

| Belenenses | Sporting CP |

### Formazioni
| Belenenses         |   |                   |
|                    |   |                   |
| POR                | 1 | Salvador Jorge    |
| DIF                |   | Oscar Tellechea   |
| DIF                |   | António Feliciano |
| DIF                |   | José Simões       |
| CEN                |   | Francisco Gomes   |
| CEN                |   | Mariano Amaro ()  |
| CEN                |   | Gilberto          |
| ATT                |   | Horácio Tellechea |
| ATT                |   | Varela Marques    |
| ATT                |   | Bernardo Soares   |
| ATT                |   | Rafael Correia    |
| Sostituiti:        |   |                   |
| Allenatore:        |   |                   |
| Artur José Pereira |   |                   |

| Sporting Lisbona |   |                     |
|                  |   |                     |
| POR              | 1 | João Azevedo        |
| DIF              |   | Octávio Barrosa     |
| DIF              |   | Álvaro Cardoso      |
| CEN              |   | Manuel Marques ()   |
| CEN              |   | Aníbal Paciência    |
| CEN              |   | Gregório dos Santos |
| ATT              |   | Fernando Peyroteo   |
| ATT              |   | Armando Ferreira    |
| ATT              |   | João Cruz           |
| ATT              |   | Adolfo Mourão       |
| ATT              |   | Manuel Soeiro       |
| Sostituiti:      |   |                     |
| Allenatore:      |   |                     |
| József Szabó     |   |                     |